# Avatar (Microsoft)
Los Avatares de Xbox 360 son personajes que representan a los usuarios del servicio Xbox Live en Xbox 360 y Xbox One. Los Avatares fueron diseñados y desarrollados por Rare (un estudio de Microsoft) en la cual debutaron en Xbox 360 como parte de la "Nueva Experiencia Xbox" sistema de actualización lanzado el 19 de noviembre de 2008. 
Microsoft ha indicado que al ganar logros en el futuro los juegos de Xbox 360 podrán recompensar a los jugadores con la Ropa nueva para su Avatar. Un ejemplo de ello es en WWE '12, donde el jugador tiene que cumplir desafíos, y si los cumple se le otorgarán trajes de luchador para los Avatares.
Xbox Live GM Ben Kilgore declaró en 2008 que los avatares solo estarán disponibles para los juegos que tienen una clasificación de E+10 o también una clasificación inferior (con el contenido que se considera adecuado para niños menores de 10 años de edad). Esta situación podría cambiar en algún momento en el futuro, aunque presumiblemente en los juegos propios de Microsoft, si es que alguna vez sucede, para supervisar su uso en los juegos para gente madura. Fue anunciado en la Game Developers Conference el 24 de marzo de 2009 que el Mark XNA 3.1 tendría API para apoyar Idie Games Avatars.
Los usuarios pueden editar su avatar en línea, usando el servicio de Xbox.com con el control total del avatar. Esto permite a los usuarios que no tienen acceso a la consola física Xbox 360 (es decir, juegos para Windows Live o usuarios de Windows Phone 7) para editar su avatar. Los usuarios pueden editar todas las características que puedan de una verdadera Xbox 360, e incluso dotar a los premios que han ganado. El editor es Microsoft Silverlight Base.

## Apariciones
La siguiente lista contiene las apariciones de los Avatar:
| Título                               | Desarrollador                      | Publicador                 | Género                         | Premios en Microsoft Points              |
| ------------------------------------ | ---------------------------------- | -------------------------- | ------------------------------ | ---------------------------------------- |
| 1 vs. 100                            | Microsoft                          | Microsoft Game Studios     | Game show                      | Requiere una tarjeta dorada de Xbox Live |
| A Kingdom for Keflings               | NinjaBee                           | NinjaBee                   | Strategy game                  | 800                                      |
| Age of Booty                         | Certain Affinity                   | Capcom                     | Real-time strategy             | 400                                      |
| Baby Maker Extreme                   | Stegersaurus Games                 | Microsoft Game Studios     | Puzle                          | 80                                       |
| Band Hero                            | Activision                         | Activision                 | Music                          |                                          |
| Band of Bugs                         | NinjaBee                           | NinjaBee                   | Turn-based tactics             | 800                                      |
| Blur                                 | Activision                         | Activision                 | Racing                         |                                          |
| Bomberman Live*                      | Backbone Entertainment             | Hudson Soft                | Puzle                          | 800                                      |
| Brain Challenge*                     | Gameloft                           | Gameloft                   | Puzzle                         | 400                                      |
| Bust-A-Move Live!                    | Taito Corporation                  | Taito Corporation          | Puzle                          | 800                                      |
| Colin McRae: Dirt 2                  | Codemasters                        | Codemasters                | Racing                         |                                          |
| Castle Miner Z                       | Indie Games                        | Indie Games                | Shooter                        | 240                                      |
| Dirt 3                               | Codemasters                        | Codemasters                | Racing                         |                                          |
| Doritos Crash Course                 | Wanako Games/Behaviour Interactive | Microsoft Game Studios     | Platform game                  | Gratis                                   |
| Guitar Hero 5                        | Activision                         | Activision                 | Music                          |                                          |
| Guitar Hero: Warriors of Rock        | Activision                         | Activision                 | Music                          |                                          |
| Hardwood Hearts*                     | Silver Creek Entertainment         | Silver Creek Entertainment | Card game                      | 400                                      |
| Hardwood Spades*                     | Silver Creek Entertainment         | Silver Creek Entertainment | Card game                      | 400                                      |
| Hasbro Family Game Night             | EA Bright Light                    | Electronic Arts            | Family Games                   |                                          |
| Kinect Joy Ride                      | BigPark                            | Microsoft Game Studios     | Racing                         |                                          |
| Kinect Sports                        | Rare Ltd.                          | Microsoft Game Studios     | Sports                         |                                          |
| Lazy Raiders                         | Sarbakan                           | Microsoft Game Studios     | Action/Puzle                   | 800                                      |
| Lips: Number One Hits                | iNiS                               | Microsoft Game Studios     | Karaoke                        |                                          |
| Madballs in Babo: Invasion           | Playbrains                         | Microsoft Game Studios     | Matamarcianos                  | 800                                      |
| Rainbow Islands: Towering Adventure! | Taito                              | Taito/Square Enix          | Platform game                  | 800                                      |
| Scene It? Box Office Smash           | Krome Studios/Screenlife           | Microsoft Game Studios     | Game show                      |                                          |
| Small Arms*                          | Gastronaut Studios                 | Microsoft Game Studios     | Fighting game                  | 400                                      |
| Snoopy Flying Ace                    | Smart Bomb Interactive             | Microsoft Game Studios     | Juego de acción, Arcade flight | 800                                      |
| Sonic & Sega All-Stars Racing        | Sumo Digital                       | Sega                       | Racing                         |                                          |
| Sonic Free Riders                    | Sonic Team                         | Sega                       | Racing                         |                                          |
| Texas Cheat 'em!                     | Wideload Games                     | D3 Publisher               | Card game                      | 800                                      |
| The Path of Go                       | Microsoft                          | Microsoft Game Studios     | Strategy Game                  | 400                                      |
| Tony Hawk's Pro Skater HD            | Robomodo                           | Activision                 | Sports                         | 1200                                     |
| Uno*                                 | Carbonated Games                   | Microsoft Game Studios     | Card game                      | 400                                      |
| Uno Rush                             | Microsoft                          | Microsoft Game Studios     | Card game                      | 800                                      |
| Worms 2: Armageddon                  | Team 17                            | Team 17                    | Strategy game                  | 800                                      |

## Premios
Hay ciertos premios que se le otorgaran al jugador que cumpla los desafíos en ciertos juegos, esto es exclusivo del servicio en línea aunque hay juegos, que en un momento tuvieron esta capacidad y ahora ya no la tienen por ciertas circunstancias.[cita requerida]